# العلاقات السيشلية الميكرونيسية
العلاقات السيشلية الميكرونيسية هي العلاقات الثنائية التي تجمع بين سيشل وولايات ميكرونيسيا المتحدة.

## مقارنة بين البلدين
هذه مقارنة عامة ومرجعية للدولتين:
| وجه المقارنة                                              | سيشل                                                | ولايات ميكرونيسيا المتحدة |
| --------------------------------------------------------- | --------------------------------------------------- | ------------------------- |
| المساحة (كم2)                                             | 459                                                 | 702                       |
| عدد السكان (نسمة)                                         | 95.84 ألف                                           | 105.54 ألف                |
| الكثافة السكانية (ن./كم²)                                 | 20.88 ألف                                           | 15.03 ألف                 |
| العاصمة                                                   | فيكتوريا                                            | باليكير                   |
| اللغة الرسمية                                             | لغة فرنسية، لغة إنجليزية، اللغة الكريولية السيشيلية | لغة إنجليزية              |
| العملة                                                    | روبية سيشلية                                        | دولار أمريكي              |
| الناتج المحلي الإجمالي (بليون دولار)                      | 1.49 مليار                                          | 336.43 مليون              |
| الناتج المحلي الإجمالي (تعادل القوة الشرائية) بليون دولار | 2.54 مليار                                          | 365.27 مليون              |
| الناتج المحلي الإجمالي الاسمي للفرد دولار أمريكي          | 15.48 ألف                                           | 3.02 ألف                  |
| الناتج المحلي الإجمالي للفرد دولار أمريكي                 | 26.42 ألف                                           |                           |
| مؤشر التنمية البشرية                                      | 0.772                                               | 0.640                     |
| رمز المكالمات الدولي                                      | +248                                                | +691                      |
| رمز الإنترنت                                              | .sc                                                 | .fm                       |
| المنطقة الزمنية                                           | ت ع م+04:00                                         |                           |

## منظمات دولية مشتركة
يشترك البلدان في عضوية مجموعة من المنظمات الدولية، منها:
| علم المنظمة | اسم المنظمة                                 | تاريخ انضمام سيشل | تاريخ انضمام ولايات ميكرونيسيا المتحدة |
| ----------- | ------------------------------------------- | ----------------- | -------------------------------------- |
|             | يونسكو                                      | 18 أكتوبر 1976    | 19 أكتوبر 1999                         |
|             | وكالة ضمان الاستثمار متعدد الأطراف          | 15 سبتمبر 1992    | 11 أغسطس 1993                          |
|             | مجموعة دول أفريقيا والكاريبي والمحيط الهادئ | ?                 | ?                                      |
|             | الأمم المتحدة                               | 21 سبتمبر 1976    | 17 سبتمبر 1991                         |
|             | البنك الدولي للإنشاء والتعمير               | 29 سبتمبر 1980    | 24 يونيو 1993                          |
|             | الاتحاد الدولي للاتصالات                    | 17 سبتمبر 1999    | 18 مارس 1993                           |
|             | منظمة حظر الأسلحة الكيميائية                | 29 أبريل 1997     | ?                                      |
|             | مؤسسة التمويل الدولية                       | 11 يونيو 1981     | 24 يونيو 1993                          |
|             | المركز الدولي لتسوية المنازعات الاستشارية   | 19 أبريل 1978     | 24 يوليو 1993                          |
|             | تحالف الدول الجزرية الصغيرة                 | ?                 | ?                                      |

## وصلات خارجية
- موقع وزارة الخارجية السيشلية